# Бајам Мартин (острво)
Острво Бајам Мартин (енгл. Byam Martin) је једно од острва у канадском арктичком архипелагу. Острво је у саставу Нунавута, канадске територије. Налази се источно од већег острва Мелвил. 
Површина износи око 1.150 km². Острво је ненасељено. 

## Име
Добило је име 1819. када га је открио Вилијам Пари (Sir William Edward Parry) током потраге за Сјеверозападним пролазом.